# David Ngoombujarra
 (novembre 2019).
Si vous disposez d'ouvrages ou d'articles de référence ou si vous connaissez des sites web de qualité traitant du thème abordé ici, merci de compléter l'article en donnant les références utiles à sa vérifiabilité et en les liant à la section « Notes et références ».
David Ngoombujarra ou David Bernard Starr (né le 27 juin 1967 à Meekatharra, Australie-Occidentale - mort le 17 juillet 2011) est un acteur aborigène australien. Durant sa carrière d'acteur de plus de deux décennies depuis les années 1980 à sa mort, il remporte deux Australian Film Institute Awards.
Le 17 juillet 2011, il est trouvé inconscient dans un parc à Fremantle, puis conduit au Fremantle Hospital où il est prononcé mort.

## Filmographie
- 1988 : Breaking Loose
- 1988 : Einstein junior
- 1993 : Day of the Dog (aka Blackfellas)
- 1994 : Dallas Doll
- 1996 : No Way to Forget
- 1999 : The Missing
- 1999 : Harry's War
- 2001 : Crocodile Dundee 3
- 2001 : Serenades
- 2002 : Le Chemin de la liberté
- 2002 : Black and White : Max Stuart (jeune)
- 2003 : Kangourou Jack
- 2003 : Ned Kelly
- 2005 : The Adverntures of Roman Pilgrim
- 2008 : Australia

## Distinctions
- AACTA Award du meilleur acteur dans un second rôle pour Black and White (2002)
- Meilleur acteur AFI dans un second rôle pour Day of the Dog (1993)